# Lobodovke
Lobodovke (lobodnjače, lat. Chenopodioideae), potporodica porodice štirovki, nekada samostalna porodica Chenopodiaceae. Poznatiji predstavnici ove potporodice su špinat (Spinacia), blitva (Beta), gusja noga (Chenopodium) i anabazis (anabasis).
Porodicu Chenopodiaceae opisao je 1799 Etienne Pierre Ventenat.

## Opis
Chenopodioideae su jednogodišnje ili višegodišnje biljke, polugrmovi, grmovi ili stabla. Listovi su obično naizmjenični i ravni.
Cvjetovi su često jednospolni. Mnoge vrste su jednodomne ili imaju mješovite cvatove dvospolnih i jednospolnih cvjetova. Neke vrste su dvodomne, poput Spinacia, Grayia, Exomis i Atriplex. Kod nekoliko vrsta plemena Atripliceae, ženski cvjetovi su bez perijanta, ali su okruženi s dvije brakteje. Vrste s perijantom imaju do pet tepala. Sjeme je vodoravno ili okomito, s prstenastim ili potkovastim zametkom.

## Tribusi
Tribusi i rodovi:
1. Tribus Axyrideae G. Kadereit & Sukhor.
  1. Axyris L. (7 spp.)
  2. Krascheninnikovia Gueldenst. (1 sp.)
  3. Ceratocarpus Buxb. ex L. (1 sp.)
2. Tribus Dysphanieae Pax
  1. Teloxys Moq. (1 sp.)
  2. Neomonolepis Sukhor. (1 sp.)
  3. Suckleya Gray (1 sp.)
  4. Dysphania R. Br. (53 spp.)
3. Tribus Anserineae Dumort.
  1. Spinacia L. (3 spp.)
  2. Blitum Hill (9 spp.)
4. Tribus Atripliceae Duby
  1. Lipandra Moq. (1 sp.)
  2. Oxybasis Kar. & Kir. (14 spp.)
  3. Chenopodiastrum S. Fuentes, Uotila & Borsch (11 spp.)
  4. Microgynoecium Hook. fil. (1 sp.)
  5. Proatriplex (W. A. Weber) Stutz & G. L. Chu (1 sp.)
  6. Stutzia E. H. Zacharias (3 spp.)
  7. Archiatriplex G. L. Chu (1 sp.)
  8. Halimione Aellen (3 spp.)
  9. Atriplex L. (271 spp.)
  10. Extriplex E. H. Zacharias (2 spp.)
  11. Exomis Fenzl ex Moq. (2 spp.)
  12. Grayia Hook. & Arn. (4 spp.)
  13. Micromonolepis Ulbr. (1 sp.)
  14. Holmbergia Hicken (1 sp.)
  15. Baolia H. W. Kung & G. L. Chu (1 sp.)
  16. Chenopodium L. (117 spp.)
5. Tribus Camphorosmeae Endl.
  1. Eokochia Freitag & G. Kadereit (1 sp.)
  2. Spirobassia Freitag & G. Kadereit (1 sp.)
  3. Chenolea Thunb. (2 spp.)
  4. Neokochia (Ulbr.) G. L. Chu & S. C. Sand. (2 spp.)
  5. Sclerolaena R. Br. (63 spp.)
  6. Maireana Moq. (59 spp.)
  7. Eremophea Paul G. Wilson (2 spp.)
  8. Enchylaena R. Br. (2 spp.)
  9. Didymanthus Endl. (1 sp.)
  10. Neobassia A. J. Scott (2 spp.)
  11. Malacocera R. H. Anderson (4 spp.)
  12. Dissocarpus F. Muell. (4 spp.)
  13. Osteocarpum F. Muell. (5 spp.)
  14. Threlkeldia R. Br. (2 spp.)
  15. Stelligera A. J. Scott (1 sp.)
  16. Roycea C. A. Gardner (3 spp.)
  17. Sclerochlamys F. Muell. (1 sp.)
  18. Grubovia Freitag & G. Kadereit (5 spp.)
  19. Camphorosma L. (3 spp.)
  20. Sedobassia Freitag & G. Kadereit (1 sp.)
  21. Bassia All. (20 spp.)